# Puzieux, Moselle
Puzieux là một xã trong vùng Grand Est, thuộc tỉnh Moselle, quận Château-Salins, tổng Delme. Tọa độ địa lý của xã là 48° 53' vĩ độ bắc, 06° 22' kinh độ đông. Puzieux nằm trên độ cao trung bình là 260 mét trên mực nước biển, có điểm thấp nhất là 207 mét và điểm cao nhất là 401 mét. Xã có diện tích 6,27 km², dân số vào thời điểm 2005 là 165 người; mật độ dân số là 26,6 người/km².

## Thông tin nhân khẩu
| 1962 | 1968 | 1975 | 1982 | 1990 | 1999 |
| ---- | ---- | ---- | ---- | ---- | ---- |
| 116  | 138  | 131  | 137  | 130  | 142  |